# Astragalus beckwithii
Astragalus beckwithii är en ärtväxtart som beskrevs av John Torrey och Asa Gray. Astragalus beckwithii ingår i släktet vedlar, och familjen ärtväxter.

## Underarter
Arten delas in i följande underarter:
- A. b. beckwithii
- A. b. purpureus
- A. b. sulcatus
- A. b. weiserensis

## Bildgalleri

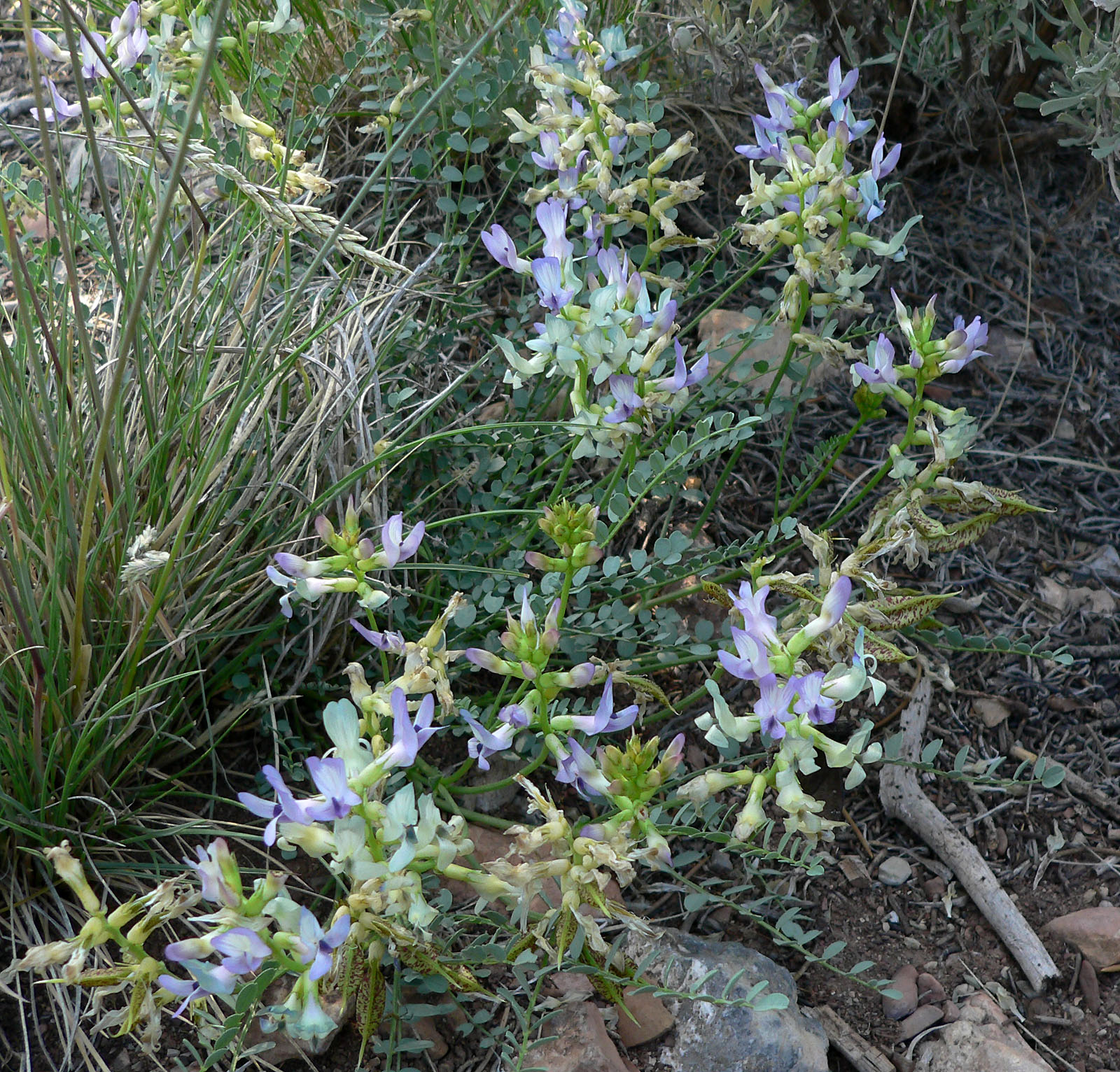
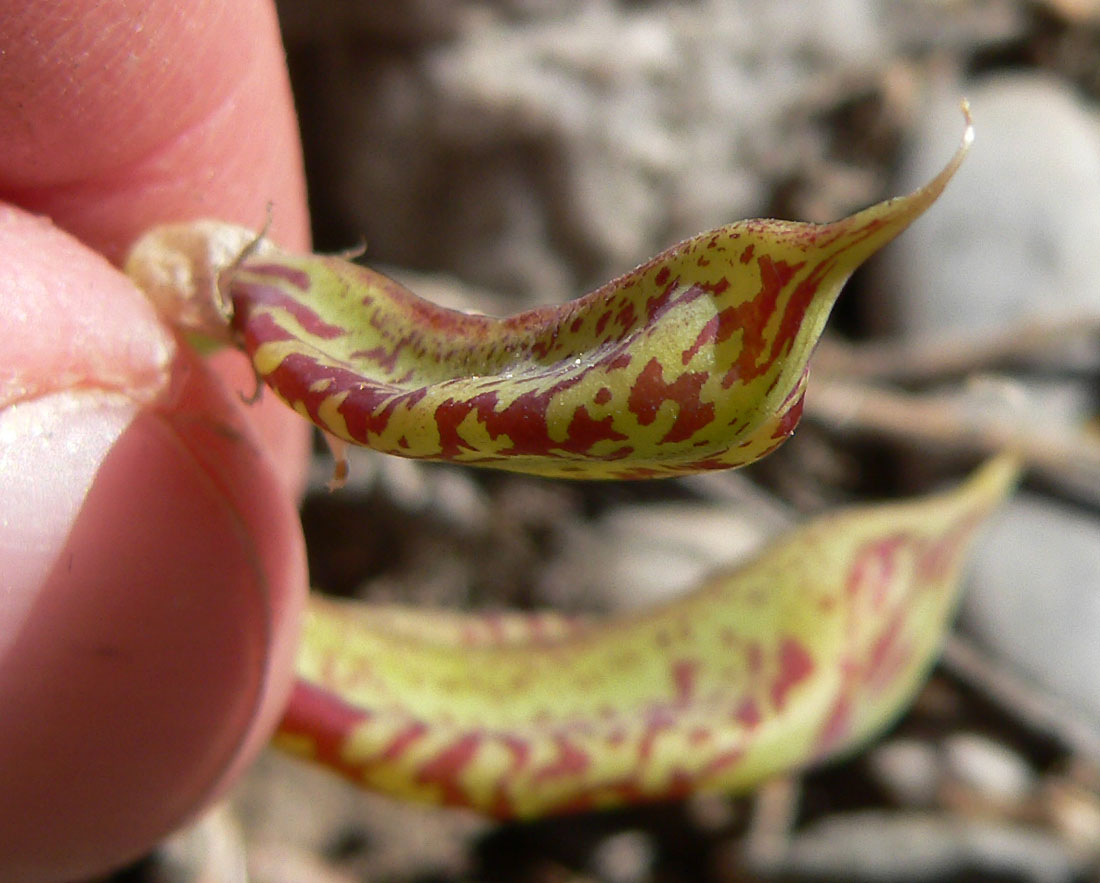
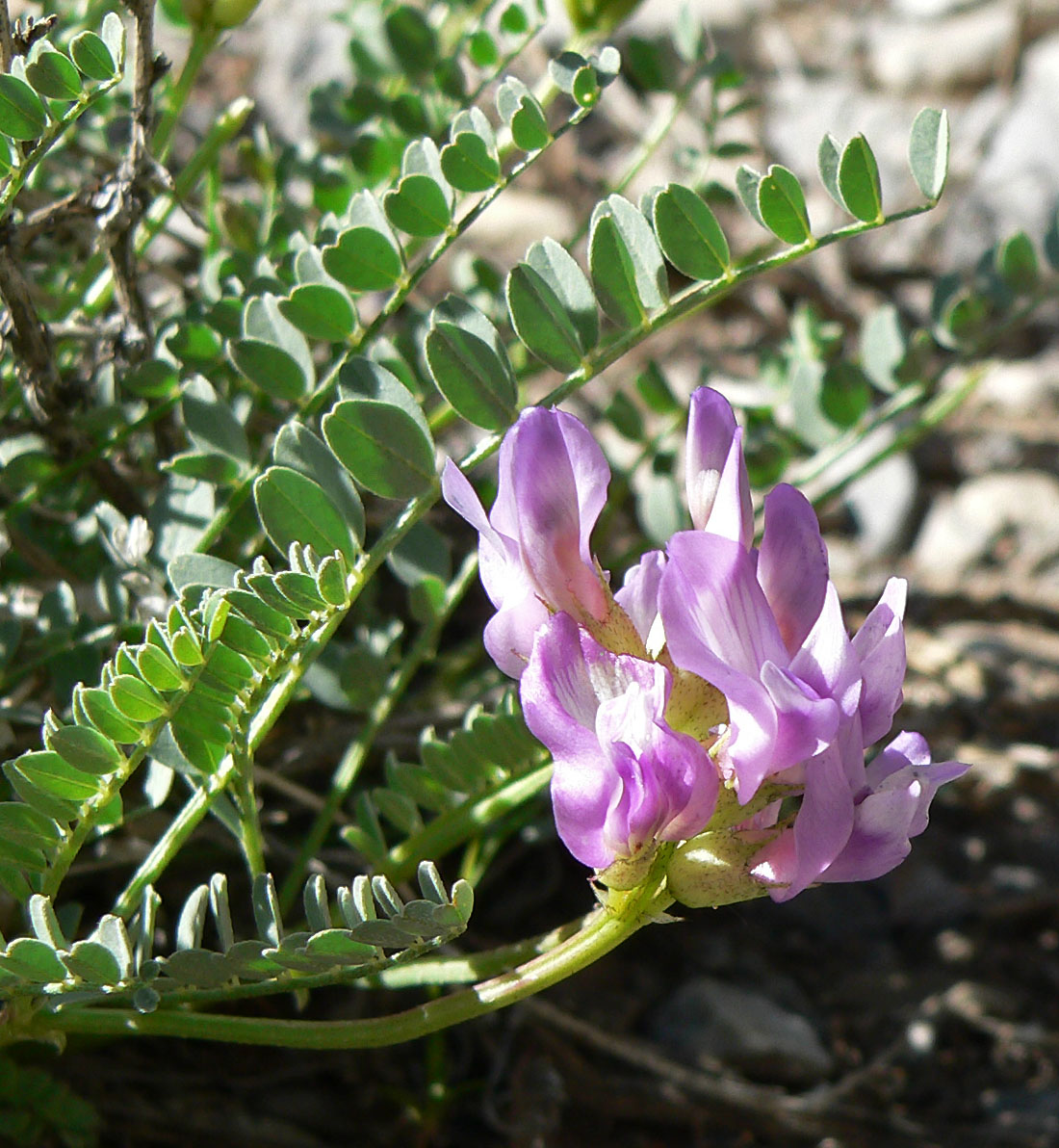
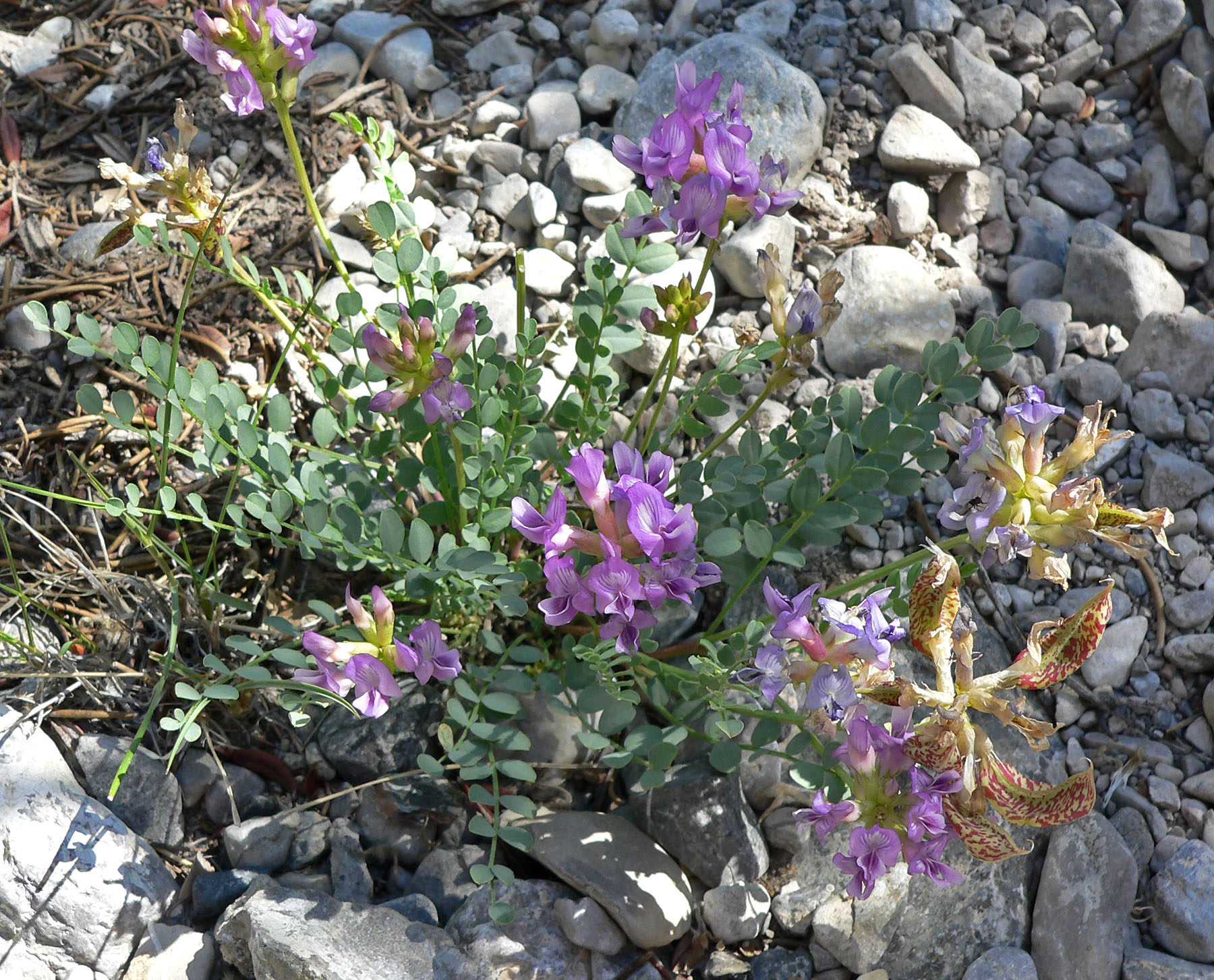
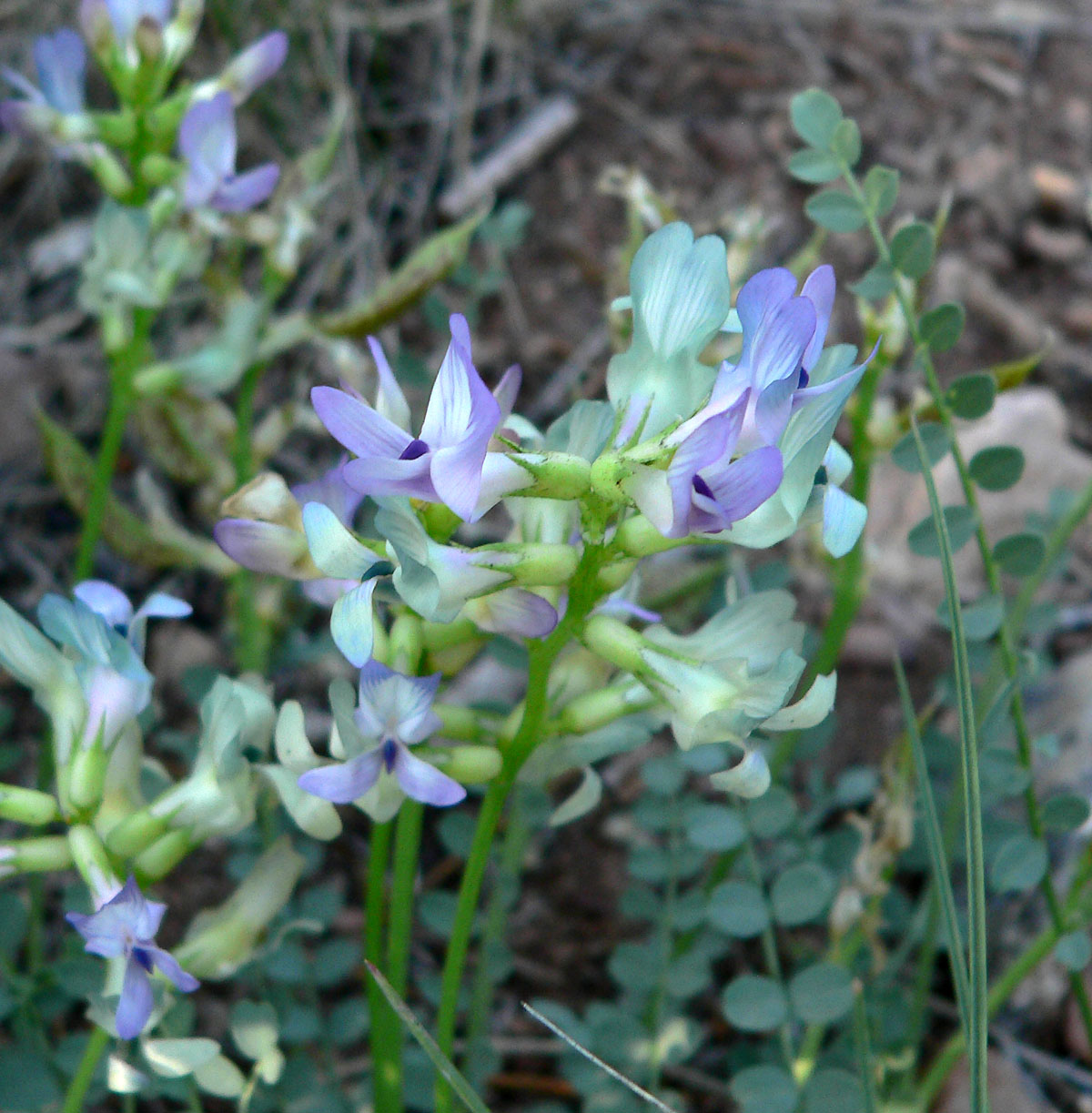
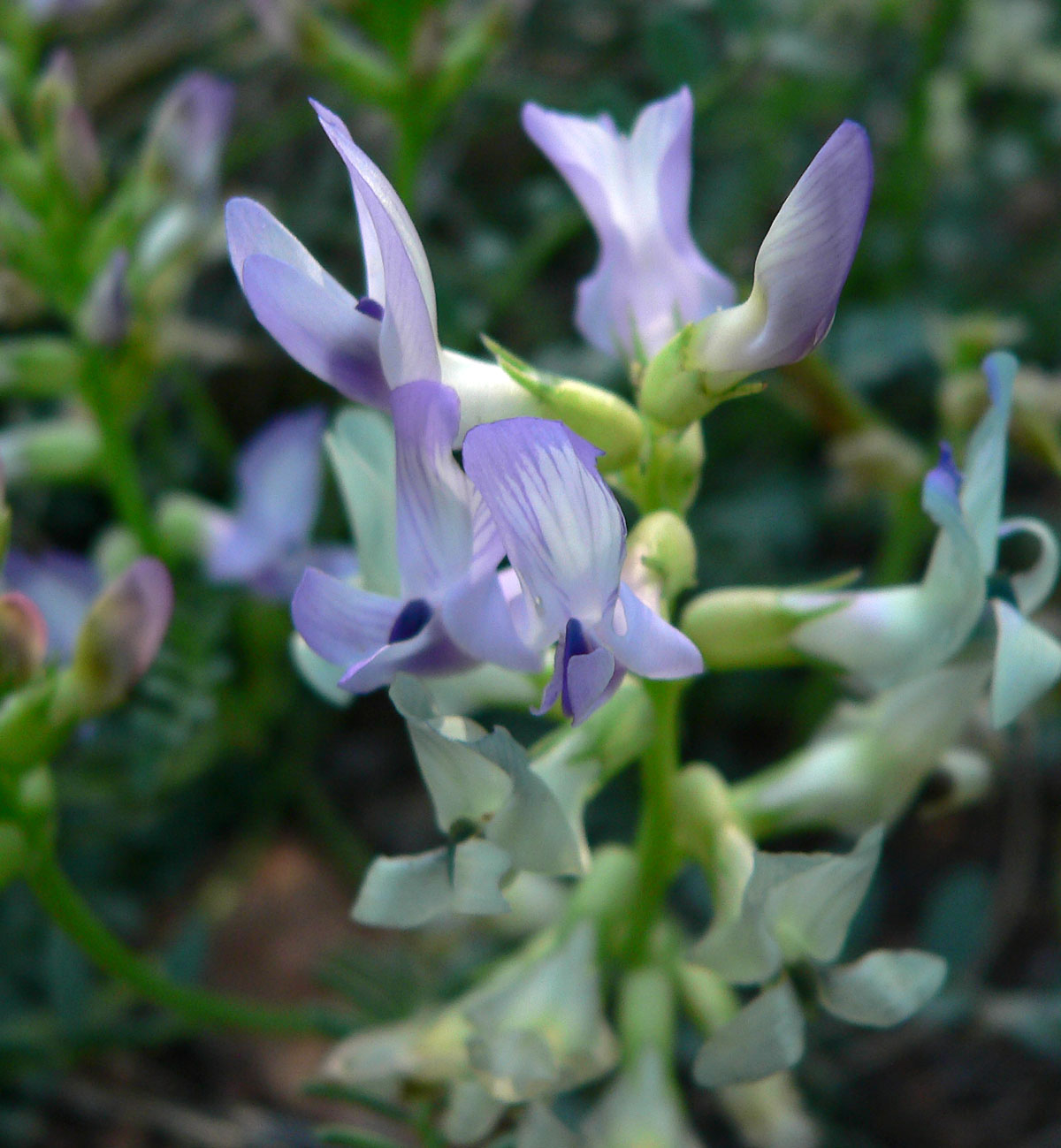